# Austin Nichols

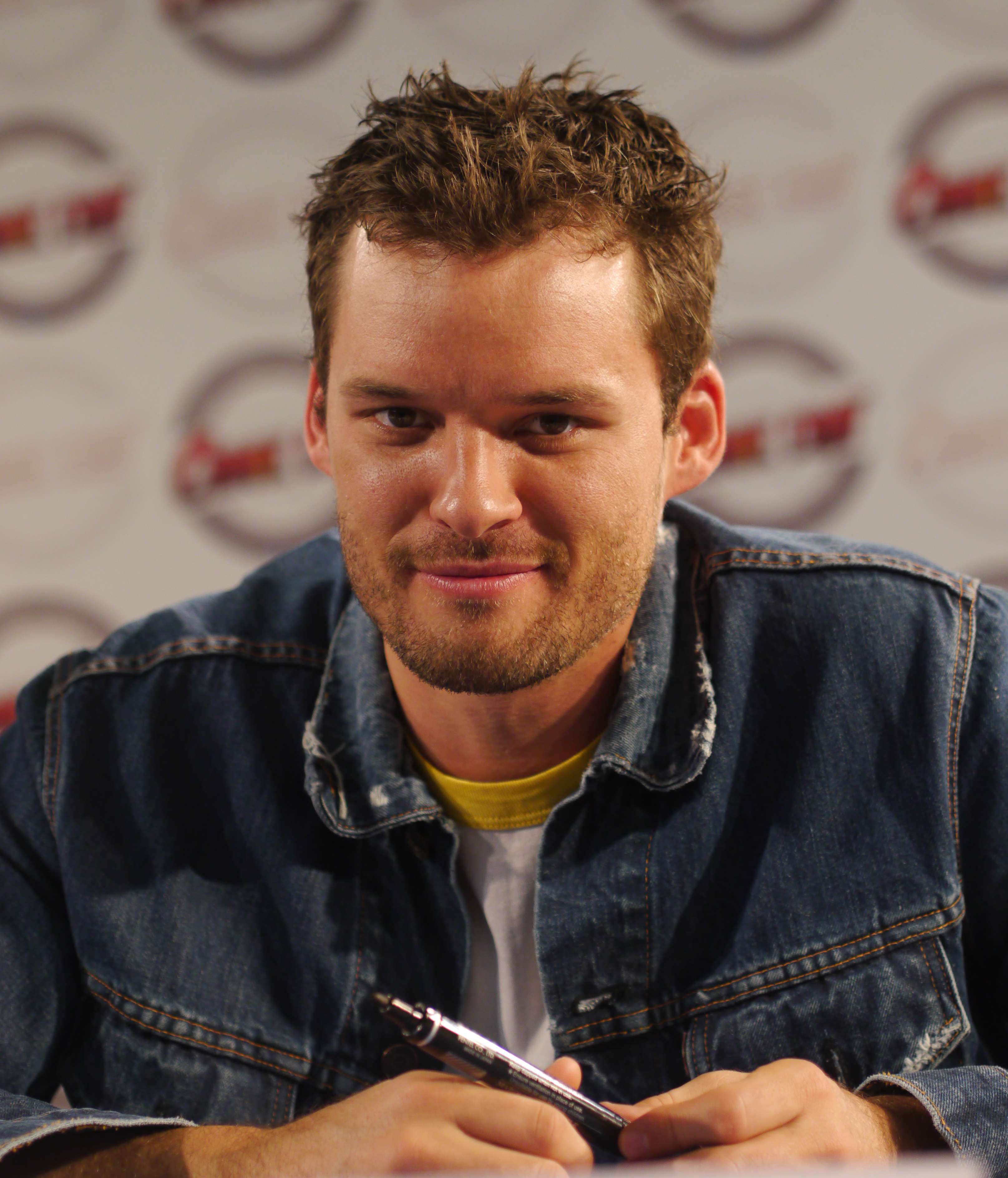
Austin Nichols bei der Comic-Con (2012)

Austin Nichols (* 24. April 1980 in Ann Arbor, Michigan) ist ein US-amerikanischer Schauspieler.

## Leben
Nichols wurde in Ann Arbor (Michigan) als Sohn der Eheleute David und Kay Nichols geboren. Sein Vater ist Radiologe und seine Mutter betreibt professionell Wasserski. Er hat eine ältere Schwester namens Ashley. Als Nichols ein Jahr alt war, zog seine Familie nach Austin. Zunächst besuchte er die Casis Elementary School und begann im Alter von zwei Jahren selbst Wasserski zu fahren. Aufgrund einer Schulterverletzung musste er den Sport später aufgeben und widmete sich danach verstärkt der Schauspielerei. Im Alter von 15 Jahren nahm er Schauspielunterricht und zog nach dem Abschluss an der High School nach Los Angeles. Er schrieb sich an der University of Southern California ein und schloss das Studium mit einem Bachelor in Englisch ab.
Seine erste Rolle als Schauspieler hatte er 1999 in dem Film Durango Kids. Es folgten Gastauftritte in Sliders, CSI: Den Tätern auf der Spur und Six Feet Under – Gestorben wird immer. Der Durchbruch gelang ihm 2004, als er in den Filmen The Day After Tomorrow, an der Seite von Jake Gyllenhaal und Dennis Quaid, und Wimbledon – Spiel, Satz und … Liebe, zusammen mit Kirsten Dunst, jeweils größere Rollen übernahm. Es folgten Nebenrollen in den Fernsehserien Surface – Unheimliche Tiefe und John from Cincinnati, sowie weitere Gastauftritte in CSI: Miami und Deadwood.
In den Jahren 2008 bis 2012 spielte Nichols eine Hauptrolle in der Fernsehserie One Tree Hill. Bis Anfang 2012 war er mit Sophia Bush, die auch zum Hauptcast der Serie gehörte, liiert.

## Filmografie (Auswahl)
- 1999: Durango Kids
- 2001: Ferien unter Palmen (Holiday in the Sun)
- 2002: Six Feet Under – Gestorben wird immer (Six Feet Under, Fernsehserie, 2 Episoden)
- 2003: The Utopian Society
- 2004: The Day After Tomorrow
- 2005: Wimbledon – Spiel, Satz und … Liebe (Wimbledon)
- 2005–2006: Surface – Unheimliche Tiefe (Surface, Fernsehserie, 4 Episoden)
- 2006: Spiel auf Sieg (Glory Road)
- 2007: John from Cincinnati (Fernsehserie, 10 Episoden)
- 2008–2012: One Tree Hill (Fernsehserie, 71 Episoden)
- 2009: Prayers for Bobby
- 2010: Unthinkable – Der Preis der Wahrheit (Unthinkable)
- 2010: Beautiful Boy
- 2011: Five (Fernsehfilm)
- 2012: LOL
- 2012–2013: The Mob Doctor (Fernsehserie, 3 Episoden)
- 2013: Marvel’s Agents of S.H.I.E.L.D. (Fernsehserie, Episode 1x05)
- 2013–2019: Ray Donovan (Fernsehserie, 9 Episoden)
- 2015–2016: The Walking Dead (Fernsehserie, 15 Episoden)
- 2017: Bates Motel (Fernsehserie, 6 Episoden)
- 2021: Walker (Fernsehserie, 8 Episoden)
- 2021: Masquerade
- 2023: The Christmas Classic (Fernsehfilm)
- 2024: Gaslit by My Husband: The Morgan Metzer Story (Fernsehfilm)
- 2025: Due West
- 2025: Ich weiß, was du letzten Sommer getan hast (I Know What You Did Last Summer)